# Halbert White
Pour les articles homonymes, voir White.
Halbert Lynn White Jr. (19 novembre 1950 –  31 mars 2012) est un économiste et économètre américain connu pour le test de White. Il était professeur à l'université de Californie à San Diego.